# Samanak

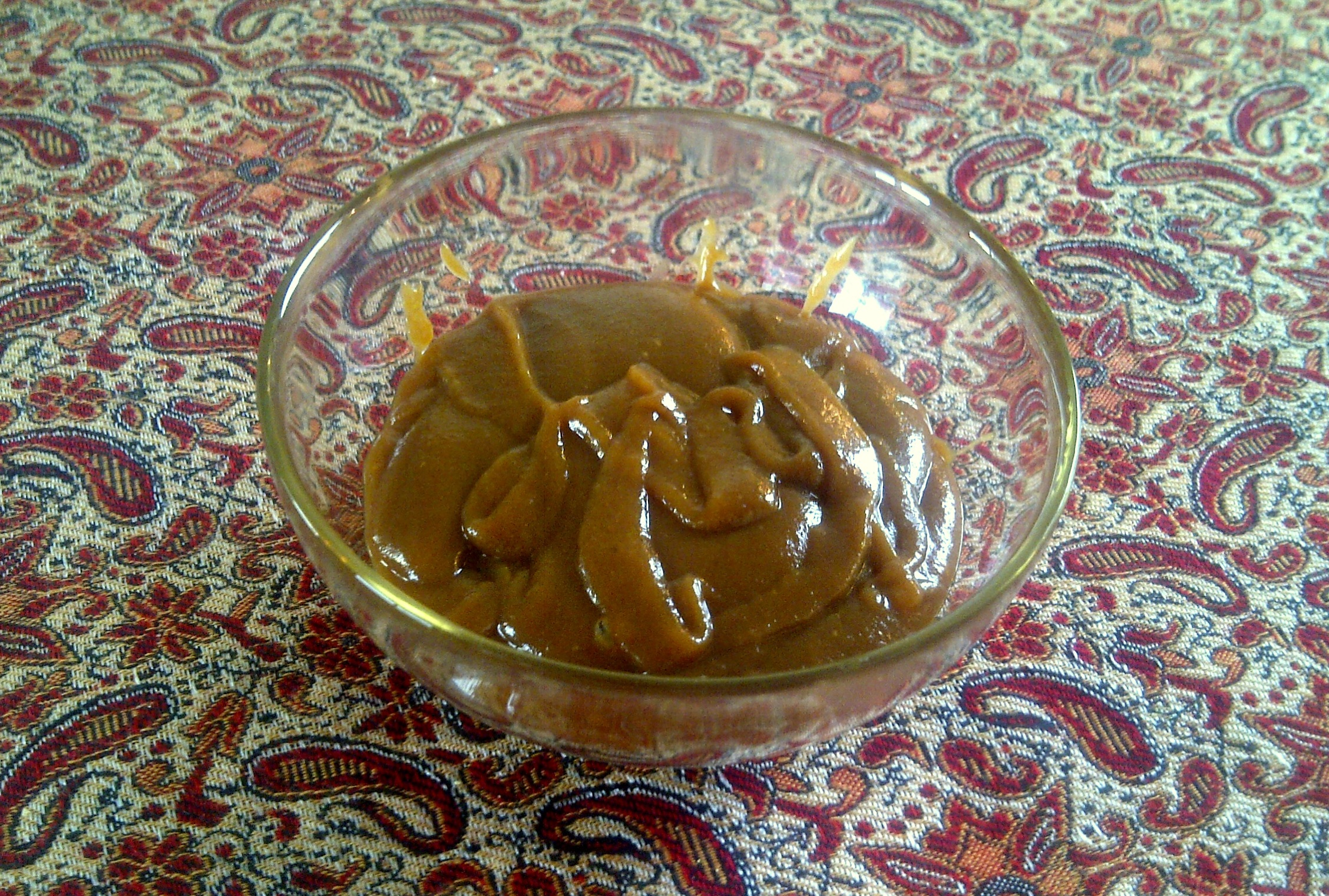
Samanak

Samano (eigentlich Saman-e nou, „neues Gras“, von persisch سمنو, DMG samanū, ‚Gras‘) oder Samanak (persisch سمنک; ak = Verkleinerungsform im Persischen) wird in Afghanistan, Iran und in anderen zentralasiatischen Ländern als Dekorationsgegenstand zu Nouruz, dem Neujahrsfest, verwendet. Mit Samanak wird außerdem in Afghanistan und Tadschikistan eine Neujahrsspeise bezeichnet.
Ungefähr zwei Wochen vor dem Nouruz-Fest, d. h. am 15. des Monats des Sternzeichens Fisch, bei der alljährlichen Zeremonie Khana Takani („Hausreinigung und Abräumen des Ofens“) werden sieben Sorten Getreide (Weizen, Roggen, Gerste, Dinkel, Hafer, Hirse und Grünkern) in Schalen zum Keimen angesetzt. Das Getreide, welches am besten wuchs, wird dann von den Bauern ausgesät.

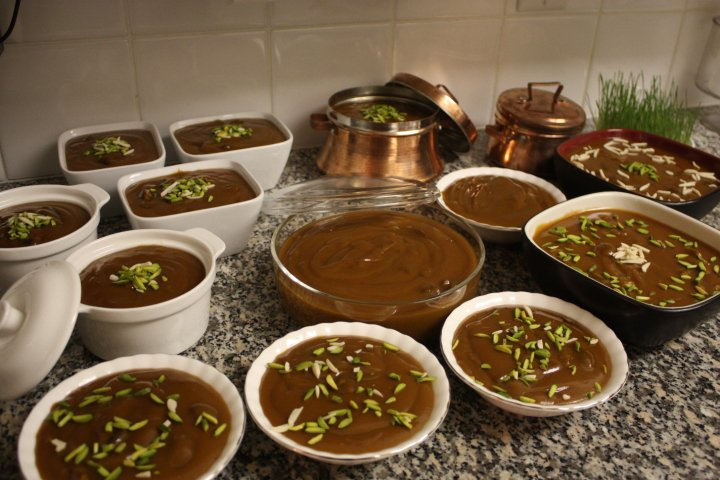
Samanou

Die Schale mit den Keimlingen, die bis jetzt als Dekoration des Hauses diente, wird in der Silvesternacht nach dem Iranischen Kalender bzw. Kalender nach dem Sonnenjahr bzw. Solarkalender (am 19. im Schaltjahr, sonst am 20. März) vom grünen Teil abgetrennt, siebenmal in Mörsern zerstampft und 40-mal gekocht.

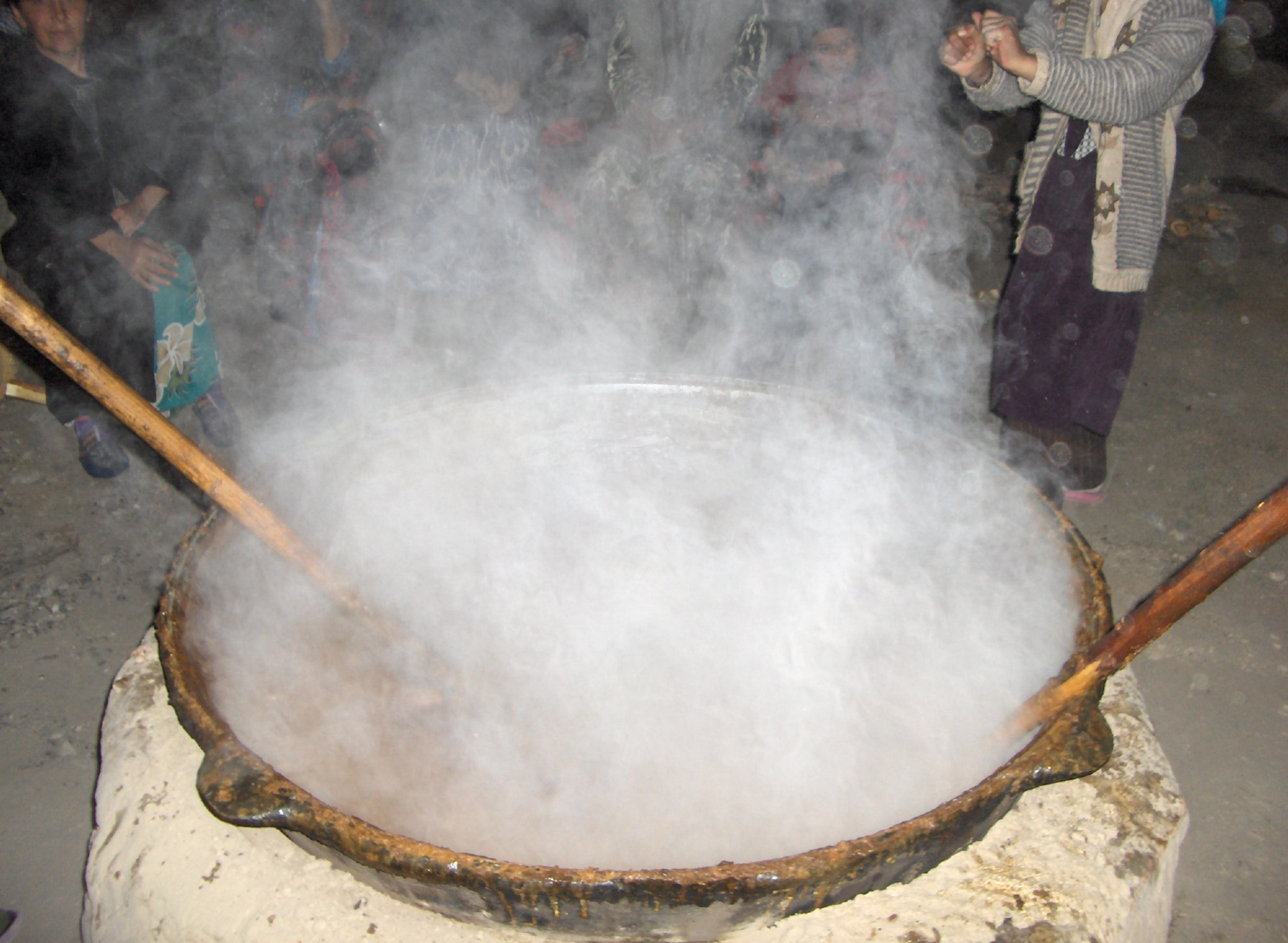
Samanak/Sumalak wird gekocht, Bild aus Tadschikistan

Diese Zahlen symbolisieren die sieben Tugenden (1) und die Einteilung des Jahres nach 40-tägiger Periode (Tschela). Der Unterschied zwischen dem iranischen Sonnenjahr und dem islamischen Mondjahr bzw. Lunarkalender sind ca. 10 bzw. 11 Tage.  Wenn sich ein Mensch an zwei Ramazan-Monate (Fastenmonat) erinnert, die im selben Monat des Sonnenjahres liegt, dann ist er 40 Jahre alt.  Ferner feiert man 40 Tage nach Geburts-, Hochzeits- und Todestag das jeweilige Ereignis noch einmal. Darüber hinaus werden in diesem Kultur- und Sprachkreis von Tschla e Chord e Semestan wa ya Tabestan („kleine 40 Tage“ des Winters oder des Sommers) und Tschla e Bozorg e Semstan oder Tabestan („große 40 Tage“ des Winters oder Sommers) gesprochen. Damit sind die Wochen geringster oder größter Temperatur, die Zeiten der ersten Fröste bzw. der einsetzenden Winterkälte oder die Zeiten der niedrigsten und höchsten Sommerhitze gemeint. Frühling („Bahar“) und Herbst („Paies“ bzw. „Khazan“) sind davon nicht betroffen.
Das Gemisch (Saft und Keime) wird in einem Topf über Nacht auf kleiner Temperatur solange von jungen Frauen gerührt, bis es zum Brei wird. Dies ist wichtig, damit die Enzyme die Stärke zu Zucker abbauen können. Dabei singen sie das Nouruz-Lied oder andere Lieder die ganze Nacht hindurch und spielen dabei Tamburin. Mermon Parwain und Azada, die ersten Sängerinnen im Radio Afghanistan, haben das Lied Samanak in den 1940er Jahren gesungen (siehe auch Ahmad Jawed). Das Lied ist sehr lang, hier die Übersetzung einiger Verse:
Samanak ist im Topf und wir rühren es um
Die Kinder schlafen, wir sollten ruhig sein
Samanak ist eine Speise, um den Frühling zu ehren
Samanak ist das Fest der Schlaflosen
Samanak wird süß ohne Zucker
Samanak wird gelb ohne Safaran
Am Schluss des langen Liedes:
Samanak köchelt und wir rühren es um
Die Mädchen sind im Schlaf, wir küssen sie sanft
Die Speise wird am Morgen zum Frühstück mit dem Tschai Sabs (Grünem Tee) serviert und gemeinsam gegessen. Die Gemeinschaft wünscht den jungen Frauen viel Glück, damit ihre Wünsche in Erfüllung gehen.
Zum Mittagessen gibt es in Afghanistan unbedingt Sabsi o Chalau (Spinat und weißer Reis) und Joghurt. Als Nachtisch und zwischendurch gibt es Haft Mewa und zum Abendbrot werden gebratener Fisch und Jalebi (in Sirup getränktes frittiertes Hefegebäck) serviert. Die können in dafür eigens errichteten Fischbratereien erworben werden. Nach dem Nouruz werden die Fisch- und Jalebi-Läden zu Eisdielen umgebaut.
(1) Die sieben Tugenden sind:
- der gute Sinn
- die beste Wahrheit
- das wünschenswerte Reich
- die Segen bringende Frömmigkeit
- Wohlfahrt
- Wiedergeburt
- der gute Geist